# Karamanica
Karamanica (cyr. Караманица) – wieś w Serbii, w okręgu pczyńskim, w gminie Bosilegrad. W 2011 roku liczyła 47 mieszkańców.